# روميل باتشيكو
روميل اغمد باتشيكو ماروفو (من مواليد 12 يوليو 1986) هو لاعبة غطس مكسيكي، صاحب الميدالية الذهبية في منصة بطول 10 أمتار في الألعاب الأمريكية 2003. في دورة الألعاب الأولمبية الصيفية 2004، احتل المركز العاشر في منصة يبلغ ارتفاعها 10 أمتار ومنصة انطلاق بطول 3 أمتار. في دورة الألعاب الأولمبية الصيفية 2008 ، احتل المركز الثامن في منصة بطول 10 أمتار.

## روابط خارجية
- روميل باتشيكو في موقع الاتحاد الدولي للسباحة